# گراکوس
گِراکوس یا تی‌بریوس (۱۶۲–۱۳۳ پیش از میلاد) از تریبون‌های مردم و خطبای بزرگ روم بود.
او قصد داشت تا زمین‌های پراکندهٔ روم را از اشراف گرفته و میان طبقات پست بخش کند؛ بنابراین اشراف به مخالفت با او پرداختند و سرانجام او را کشتند.